# راميرو ريدوسيندو
راميرو ريدوسيندو (بالإسبانية: Ramiro Reducindo)‏ (مواليد 10 فبراير 1979) هو ملاكم مكسيكي، مثّل بلاده في الألعاب الأولمبية الصيفية 2004.

## روابط خارجية
راميرو ريدوسيندو على موقع بوكس ريك (الإنجليزية) (registration required)
- راميرو ريدوسيندو على موقع أوليمبيديا (الإنجليزية)